# Панфилов, Иван Павлович
Иван Павлович Панфилов (Памфилов) (1843—1876) — русский скульптор.

## Биография
Пятнадцати лет он поступил в Московское Училище живописи и ваяния. Получил малую серебряную медаль (1866) за вылепленную по заданной программе статую «Мучение св. Севастиана» и большую серебряную медаль (1867) за статую «Мальчик с собакой».
Перешёл в Императорскую Академию художеств (1868). Получил малую золотую медаль (1869) за исполнение программы «Гений искусства» и большую золотую медаль (1871) за программу «Олимпийские игры дискоболов», с правом поездки за границу на казённый счет, в качестве пенсионера Академии художеств.
За границей Панфилов прожил шесть лет. Осмотрев сперва художественные собрания в Берлине, Вене, Венеции и Флоренции, он с осени 1872 г. поселился в Риме и исполнил там из мрамора статую в натуральную величину «Девочка, играющая с козой»; статуя эта в 1876 году была приобретена за две тысячи рублей императором Александром II. Затем Панфилов вылепил статую «Мальчик-неаполитанец», эскиз статуи «Ребенок, прислушивающийся к ходу часов» и сочинил также статую «Гладиатор в Колизее». Кроме того, Панфилов вылепил с натуры несколько бюстов, этюдов и эскизов для предполагаемых работ. Скоротечная чахотка пресекла его деятельность в самом начале, и он умер, не успев даже вполне окончить свое образование.